# Грамон, Антуан III
Антуан III, герцог де Грамон (фр. Antoine III de Gramont, duc de Gramont; 1604 — 12 июля 1678) — маршал Франции.

## Биография
Поступил на военную службу в возрасте 16 лет, успешно участвовал во многих кампаниях. В 1622 году находился среди осаждавших Монпелье; затем, из-за дуэли с Окенкуром, был вынужден покинуть Францию.
Служил в Германии под началом Тилли, а позднее — в Италии, где стал генерал-лейтенантом армии герцога Мантуанского (1627); в 1630 году, обороняя Мантую, попал в плен и был освобожден лишь после подписания мирного договора в Шераско (1631).
Вернулся во Францию в 1633 году, женился на двоюродной племяннице Ришельё; в 1635 году — генерал-майор, в 1638 году — наместник Нормандии и комендант Руанской крепости. В 1639 году — командир полка французских гвардейцев, в 1641 году — генерал-лейтенант, а в сентябре того же года — маршал Франции. Сражался во всех кампаниях Тридцатилетней войны; командовал войсками в битве при Оннекуре, где потерпел серьёзное поражение.
Во время Фронды остался верен королевскому двору и в 1653 году был назначен государственным министром; в 1657 году стал послом при имперском сейме, заседавшем во Франкфурте; в 1660 году был отправлен в Испанию, чтобы просить руку инфанты Марии Терезы для короля Людовика XIV; в 1663 году получил титулы пэра и герцога. Участвовал в московском походе польского короля Яна II Казимира зимой 1663—1664 годов. 
Последняя его военная кампания проходила во Фландрии (1667), после чего он жил в основном в Беарне, где был губернатором; считался превосходным воином и одним из самых обаятельных людей своего времени.

## В литературе
Его мемуары, охватывающие период 1604—1659 гг. («Mémoires du maréchal de G.»), были опубликованы в 1716 г.
Прототип графа де Гиш в пьесе Ростана «Сирано де Бержерак». Персонаж романа «Двадцать лет спустя» и пьесы «Молодость Людовика XIV» Александра Дюма.